# Sanzoku no Musume Roonya
Sanzoku no Musume Roonya (山賊の娘ローニャ bogst. Røverdatteren Ronja) er en japansk animeserie fra 2014 baseret på den svenske forfatter Astrid Lindgrens roman Ronja Røverdatter fra 1981. Serien er på 26 afsnit, der blev sendt i japansk tv fra 11. oktober 2014 til 28. marts 2015. Serien følger romanen meget nøje, og visse passager er næsten ordrette gengivelser.

## Handling
Ronja, der er røverhøvdingen Mattis eneste barn, vokser op blandt en røverbande i et slot i skovene et sted i Skandinavien i den tidlige middelalder. Da hun bliver gammel nok, udforsker hun skoven og oplever dets undere og farer så som de mystiske væsener, der lever der. Hun lærer at leve i skoven gennem sin egen styrke og ved lejlighedsvis at blive reddet af hendes forældre. Ronjas liv begynder imidlertid at ændre sig, da hun møder en dreng på sin egen alder ved navn Birk, der viser sig at være søn af en rivaliserende røverhøvding.

## Figurer
- Ronja (ローニャ Roonya) - Røverhøvdingen Mattis eneste datter, der er fuld af liv og vovemod, og som har sort hår og øjne.
- Mattis (マッティス Mattisu) - Ronjas far og leder af røverbandens tolv medlemmer, der holder til i en borg og skoven omkring den. Han er passioneret, impulsiv, stærk og elsker Ronja af hele sit hjerte.
- Lovis (ロヴィス Robisu) - Ronjas mor og Mattis hustru der også er en vidunderlig kok for røverne. Hun er sensibel, kærlig og elsker at synge.
- Borka (ボルカ Boruka) - Den robuste leder af en konkurrerende røverbande, der også har tolv medlemmer, og som holder til i en anden del af skoven.
- Birk (ビルク Biruku) - Borkas søn som Ronja møder ved Helvedeskløften. Han har rødt hår og er pålidelig og modig. Han blev født samme dag som Ronja.
- Undis (ウンティス Undisu) - Borkas kone og Birks mor, som er meget beskyttende overfor ham.
- Skalle-Per (スカッレ・ペール Sukarre Peeru) - Det ældste medlem af Mattis bande, der er pålidelig og som en bedstefar.
- Fjosok (フョーソク Foosoku) - Et medlem af Mattis bande der har langt sort hår og en moustache, og som går med en rød bandana.
- Pelje (ペリェ Perye) - Et medlem af Mattis bande der har langt lådent hår, der dækker hans ene øje.
- Tjorm (チョルム Chorumu) - Et medlem af Mattis bande der har bølgende blondt hår.
- Sturkas (ストゥルカス Suturukasu)} - Et medlem af Mattis bande der har rodet rødt hår og fipskæg, og som går med lille hårbånd.
- Knotas (クノータス Kunootasu) - Et medlem af Mattis bande der er stor med blondt hår og en slangetatovering på sin venstre arm, og som går med bart bryst og snebriller.
- Tjegge (チェッゲ Chegge) - Et medlem af Mattis bande der går med bart bryst, og som har langt brunt hår, fipskæg og ingen øjenbryn.
- Lill-Klippen (リル・クリッペン Riru Kurippen) - Et medlem af Mattis bande der har rodet gulbrunt hår.
- Jutis (ユティス Yutisu) - Et medlem af Mattis bande der har langt beskidt blondt hår, og som går med en hjelm, der dækker hans øjne.
- Joen (ヨエン Joen) - Et medlem af Mattis bande der har langt brunt hår, og som går med en hjem med horn.
- Labbas (ラッバス Rabbasu) - Et medlem af Mattis bande der har langt pileformet jordbærblondt hår, og som går med snebriller.
- Turre (トゥッレ Turre) - Et medlem af Mattis bande der har gulbrunt hår samlet i en hestehale og fipskæg.
- Harpy (鳥女) - Et væsen med en kvindes hoved og en forhistorisk fugls krop.
- Grå dværge (灰色小人) - Små grå natlige væsener der er fjendtlige mod mennesker, og som kan sanse fare.
- De ujordiske - Usete væsener der hylder skiftet mellem årstiderne med sang og skaber tåge i skoven, der kan lure intetanende folk til at blive fortabte for evigt i en drømmelignende tilstand.
- Rumpenisser - Små som regel venlige og fredelige væsener med brede bagdele og buske vildt hår, der bor i huler i jorden, og som har for vane at gentage ting.
- Mørketrolde - Mærkelige glødende væsener der bor i skoven, og som kun kommer ud måneklare nætter for at danse og synge forårets sang.

## Anime
Sanzoku no Musume Roonya er produceret af Polygon Pictures i samarbejde med Studio Ghibli. Serien er på 26 afsnit, der blev vist på Japans public service tv-station NHK fra 11. oktober 2014 til 28. marts 2015, idet man indledte med at sende de to første afsnit i umiddelbar forlængelse af hinanden. Serien er lavet fuldstændigt på computere, og man benyttede 3D-animering til blandt andet figurerne. Introsangen Haru no sakebi (春のさけび forårsskriget) blev sunget af Aoi Teshima.
Animeserien, der er baseret på Astrid Lindgrens roman Ronja Røverdatter, er instrueret af Gorou Miyazaki, og det er hans første animeserie. Hans far, den legendariske instruktør Hayao Miyazaki der står bag en række fantasy animefilm, spurgte i sin tid om muligheden for at animere Pippi Langstrømpe men fik afslag af Astrid Lindgren. I stedet lavede han og Isao Takahatas Panda, panda! (1972–73), der er lavet med tydelig påvirkning fra Pippi Langstrømpe
Ronja-serien udspiller sig ligesom Studio Ghiblis animefilm Prinsesse Mononoke (1997) i skoven blandt mennesker og overnaturlige væsener. Ifølge Gorou Miyazaki har serien flere vigtige temaer: "...både en historie om en pige der vokser op, en beretning om kærlighed og udvikling mellem forældre og barn, og en historie om venskabsbånd. Mit mål [med serien] er at skabe et værk som alle, børn som voksne, kan synes om."
3. juni 2015 blev det annonceret, at den britisk baserede distributør Serious Lunch havde erhvervet distributionsrettighederne til serien for hele verdenen, undtagen Japan og Skandinavien. Serious Lunch gik efterfølgende på jagt efter engelsksprogede tv-stationer og tog serien med til folk, der måske ville skyde penge i den, ved Annecy International Animated Film Festival, der fandt sted 15.-20. juni 2015. I oktober 2016 blev det annonceret, at Amazon.com ville vise serien som streaming på Amazon Prime, hvilket skete fra 27. januar 2017. GKIDS vil udgive serien i USA. Der er desuden solgt licenser i Kina (UYoung Media) og Taiwan (PTS).
I Astrid Lindgrens hjemland Sverige blev serien sendt på tv-kanalen Barnkanalen fra 30. januar 2016 med originaltitlen Ronja Rövardotter. Serien sendtes med svenske stemmer af blandt andet Laura Jonstoij Berg som Ronja og Leon Pålsson Sälling som Birk.

### Stemmer
- Haruka Shiraishi - Ronja
- Takaaki Seki - Mattis
- Yukari Nozawa - Lovis
- Atsuki Tani - Borka
- Reika Uyama - Birk
- Mika Doi - Undis
- Umeji Sasaki - Skalle-Per
- Shoichiro Akaboshi - Fjosok
- Yuusuke Tezuka - Pelje
- Takeo Ogawa - Tjorm
- Kenji Sugimura - Sturkas
- Takahiro Shimada - Knotas
- Rintarou Nishi - Tjegge
- Keiji Himeno - Lill-Klippen
- Saori Kato - Harpy
- Fukiko Endou - Fortæller

### Afsnit
| # | Titel                                                                                        | Sendt første gang |
| --- | -------------------------------------------------------------------------------------------- | ----------------- |
| |                                                                                              |                   |
| 1 | "Born in the Storm" "Kaminari no Yoru no Ko" (かみなりの夜の子)                              | 11. oktober 2014  |
| To røverbander ledet af hhv. Mattis og Borka kæmper om deres ofres skatte og deler skoven i to. En stormfuld nat får Mattis og hans hustru Lovis datteren Ronja, men selvsamme bliver borgen, som røverbanden holder til i, splittet i to af et lynnedslag, der derved skaber Helvedeskløften. Mattis, der er begejstret for sin datter, kalder Ronja for bandens største skat. |                                                                                              |                   |
| 2 | "First Trip to the Forest" "Hajimete no Mori e" (はじめての森へ)                             | 11. oktober 2014  |
| Røverne, der er begejstrede over Ronjas fødsel, bruger mere tid på at tage sig af hende og se hende vokse op end på at røve rejsende i skoven. Også Borkas bande mindsker deres angreb på rejsende. Flere år senere beslutter Mattis og Lovis, at Ronja er gammel nok til at færdes i skoven på egen hånd og giver hende lov til at forlade borgen for første gang. Ronja bliver advaret om forskellige farer så som de grå dværge, før hun bliver sendt på vej. |                                                                                              |                   |
| 3 | "Fear in the Forest" "Mori to Hoshi to Kobito to" (森と星と小人と)                           | 18. oktober 2014  |
| Ronja, der er begejstret for at se verdenen udenfor, observerer skovens højdepunkter og lyde med entusiasme og underen. Undervejs falder hun i søvn trods sin fars instruktion om at komme hjem, før det bliver mørkt. Ronja vågner op om natten og opdager, at hun er omringet af grå dværge, små natlige væsener der er fjendtlige mod mennesker. Hun bliver dog reddet af sin far og de andre røvere, der er taget ud for at lede efter hende. Ronja lærer at være modig og sikker på sig selv, når hun står overfor fare. |                                                                                              |                   |
| 4 | "Hearing the Whistler" "Kikoeru Kuchibue" (聞こえる口笛)                                     | 25. oktober 2014  |
| Ronja spørger til de ting, som hendes far og røverne samler, uvidende om at de stjæler fra andre, til hendes fars store forfærdelse. De klarer dog at undgå spørgsmålet, så Ronja bliver holdt i uvidenhed. Imens er vagter begyndt at jage Borka og hans røvere, så de bliver skubbet ud af deres del af skoven. Ronja bliver advaret om Borka-røverne og fortalt, at de er skurke, selvom hun aldrig har mødt en. Årstiden gør harpyerne mere aggressive og derved skoven farligere, så Ronja beslutter i stedet at udforske de nedre dele af slottet. Der opdager Ronja vejen til Helvedeskløften og møder en rødhåret dreng, som fløjter på den anden side af klæften. |                                                                                              |                   |
| 5 | "Enemy in the Castle" "Shiro ni Haitta Teki" (城にはいった敵)                                | 1. november 2014  |
| Den rødhårede dreng begynder at snakke med Ronja og hævder at vide hvem hun er. Da Ronja spørger om hvem han er, og hvordan han er kommet på den anden anden side af slottet, introducerer han sig selv som Birk Borkason. Han afslører at hans og hans forældre og deres tolv røvere flyttede ind i den anden halvdel af slottet natten før og nu holder til der. De to børn fornærmer derefter hinandens røverfamilier, før Ronja beslutter sig for at gå. Birk springer imidlertid over kløften til Ronjas side, hvilket starter en springkonkurrencer mellem de to børn. Men på et tidspunkt brækker kanten af på den ene side, så Birk falder udover den. Ronja redder ham med sit læderreb, før hun sender ham væk, idet Birk dog takker hende for at have reddet ham. Om aftenen raser Mattis over nyheden om, at Borka-røverne er flyttet ind, selvom han tror, at Ronja lyver, indtil de andre bekræfter, at Borka har en søn født samme nat som Ronja, hvilket gør Mattis endnu mere rasende. Den nat er alle rastløse og holde øje med, om Borka-røverne vil angribe dem. Ronja er skuffet over, at det første barn hun har mødt er Borkas. |                                                                                              |                   |
| 6 | "Robber Stare Down" "Niramiau Sanzoku-tachi" (にらみあう山賊たち)                            | 8. november 2014  |
| Efter at have tilbragt hele natten med at være nervøse og holde vagt konfronterer Mattis' røvere Borkas. De to bander står på hver sin side af Helvedeskløften og fornærmer hinanden. Borka forklarer så, at han og hans bande ikke kan blive i skoven, fordi soldater jager dem. Da Mattis dadler ham for at stjæle et sted at bo, svarer Borka igen med, at Mattis altid har taget uden at spørge. Ronja bliver forvirret af det Borka siger og spørger, da hun ikke rigtig forstår, hvad en røver er. Mattis skifter emne ved at spørge, hvordan Borka-banden kom ind i borgen, og Borka svarer, at det var Birk, der klatrede op ad kløften med et reb, som de andre kunne klatre op ad. Borka fortsætter med at minde om, hvordan han og Mattis legede sammen som børn, uvidende om at de var fra rivaliserende bander, indtil Mattis far fandt ud af det og slog Borka. Takket være Undis og Lovis følsomhed undgår de to bander at slås ved Helvedeskløften og udskyder deres kamp til en anden dag. Ronja stikker af ind i skoven for at udforske den men støder på Birk til hendes ærgrelse og vrede. |                                                                                              |                   |
| 7 | "Song in the Fog" "Kiri no Naka no Utagoe" (霧の中の歌声)                                    | 15. november 2014 |
| Ronja er irriteret over, at hendes sted at være alene er blevet forstyrret af Birk, og vil ikke have noget at gøre med ham. Hun siger til Birk, at han skal lade hendes skov være, men Birk svarer, at dyrene er deres egne, og det samme gælder træerne. Ronja svarer, at hun ikke har noget imod at dele træerne med dyrene men bare ikke med Birk og stikker af. Da en tåge lægger sig over skoven, finder Birk Ronja, så hun kan føre ham tilbage til borgen. Mens hun leder Birk med sit reb, farer Ronja imidlertid vild, går i cirkler og hører latter fra dansende figurer i det fjerne. Birk advarer hende mod at lytte til de ujordiskes sang, for ellers vil hun være fortabt for evigt. I en trance kæmper Ronja mod Birk, så hun kan følge figurerne, men Birk nægter at lade hende gå, selvom hun river og bider ham. Tågen letter, og Ronja kommer ud af sin trance uden at huske, hvad der skete. De to skilles, skønt Ronja ikke længere synes helt så slemt om Birk. Tilbage på borgen spørger Ronja atter Mattis om, hvad han har taget uden at spørge, og han forklarer hende, hvad en røver er. Ronja sværger så, at hun aldrig vil blive en røver, endsige en røverhøvding som sin far. |                                                                                              |                   |
| 8 | "Fall Descends on the Forest" "Fukamaru Mori no Aki" (深まる森の秋)                          | 22. november 2014 |
| Mattis og hans røvere prøver at finde en vej til Borkas side af borgen, men det mislykkes hver gang. I mellemtiden er skoven blevet sikrere for rejsende på grund af færre røverier. Til gengæld har soldaternes jagt på Borkas bande kun resulteret i fundet af deres gamle forladte skjulested. Mattis røvere bliver rastløse inde på borgen og kommer op at slås med hinanden over småting. Lovis sætter dem til at passe kreaturer, indtil de går på jagt efter kød til vinteren. Lovis og Ronja indretter forrådskammeret med mad nok til dem alle til hele vinteren. Ronja finder en vild hest og sværger, at hun en dag vil tæmme den ligesom hendes far. Men hun udforsker, spekulerer Ronja på, hvordan Birk mon har haft det siden den dag i skoven, for hun har ikke set ham hele efteråret. |                                                                                              |                   |
| 9 | "The Inescapable Snow Hole" "Nuke rarenai Yuki no Ana" (ぬけられない雪の穴)                  | 29. november 2014 |
| Vinteren kommer og Mattis røvere er nedtrykte over den endeløse sneskovling og at være lukket inde i borgen. Ronja er ivrigt efter at prøve sit nye snetøj og starter en sneboldkamp med røverne, før de atter vender tilbage til arbejdet. Mattis kalder Ronja ind for at give hende et par ski, fra da han var barn. Ronja forlader borgen for at prøve sine ski og lærer at bruge dem over de næste dage. Mens hun leger, falder hun så hendes ben sætter fast i jorden, uden at hun kan få det ud. Nogle rumpenisser dukker op, og hun beder dem om at hjælpe sig. Rumpenisserne, hvis tag hendes fod er gået igennem med ødelæggelse af deres underjordiske hjem til følge, forstår ikke og går uden at hjælpe Ronja. Ronja frygter at hun er overladt til sig selv, og at hun vil fryse ihjel. |                                                                                              |                   |
| 10 | "An Oath Between Siblings" "Kyoudai no Chikai" (きょうだいの誓い)                            | 6. december 2014  |
| Ronja tænker på hvad der vil ske med hende, hvis det begynder at sne, mens hun stadig sidder fast. Imens har rumpenisserne benyttet hendes fod som en gynge for deres babys vugge for at vugge ham i søvn, mens hun prøver at rykke sin fod fri. En harpy får øje på Ronja og begynder at drille og true hende, før hun prøver på at få hende fri for at gøre hende til sin slave. Harpyen har dog ikke held med at trække Ronja fri men lover at komme tilbage næste med sine søstre som hjælp. Ronjas liv passerer revy for hende, og hun overlader sig selv til at dø i kulden. Da Ronja vågner, hører hun Birk sige hendes navn og give hende en mild irettesættelse for at miste sin ski og sidde fast, før hun bryder sammen i gråd i lettelse over at se ham. Ronja holder fast i Birk og beder ham om ikke at forlade hende, til hvilket han i spøg siger, at det kun er i orden på et rebs afstand. Birk arbejder så med at få Ronjas fod fri og lykkes med det efter noget tid. Birk følger efter Ronja for at være sikker på, at hun kommer sikkert hjem. Ronja spørger om han vil være hendes bror, hvilket han går med til og kalder hende 'Ronja, min søster'. Næste morgen finder Mattis røvere sig selv indesneede, og Ronja vågner med en feber, der får hende til at kollapse på gulvet. |                                                                                              |                   |
| 11 | "A Thing Done in Secret" "Kossori to Yaru koto" (こっそりとやること)                         | 13. december 2014 |
| Ronja vågner op med feber, og det gør røverne, bekymrede siden det er første gang i hendes liv, at hun er syg. Mattis bliver påvirket af følelser og siger, at hun vil dø, men Ronja forsikrer ham, at det ikke er noget og kunne have været værre, men nævner ikke at hun sad fast og næsten frøs til døde. Lovis plejer hende rask efter tre dage i sengen. I mellemtiden tænker Ronja på Birk, sin svorne bror, og holder ham hemmelig af frygt for ikke at knuse sin far Mattis hjerte og ophidse ham. Mens de er indesneede, savner Ronja Birk, og røverne bliver rastløse af indelukkethed og begynder at slås, indtil Lovis uddelegerer opgaver. Ronja udforsker under borgen med fængslet og den blokerede passage ved Helvedeskløften. Ronja beslutter sig for at rydde murbrokkerne af veje, så hun kan se Birk på den anden, idet hun gerne vil vide, om han virkelig mente, at han ville være hendes bror. |                                                                                              |                   |
| 12 | "A Whistle in the Basement" "Chikashitsu no Kuchibue" (地下室の口笛)                         | 20. december 2014 |
| Det lykkes for Ronja at lave en lille åbning i murbrokkerne, og snart efter hører hun en fløjten. Hun genkender sangen, fra da Birk fløjtede den, og begynder at fløjte den tilbage. Birk kalder uset på hende fra den anden side, og Ronja spørger, om han mente at han ville være hendes bror. Birk svarer, at det er godt at høre hans søsters stemme, og at det ville være rart at se hende. Deres samtale bliver afbrudt, da Ronja hører nogen dernede og siger, at de vil tale sammen i morgen, før hun stikker af. Efter at Lovis har afluset Ronja og Mattis næste morgen, vender Ronja tilbage nedenunder med noget forråd. Hun bliver forskrækket af Birk, der har ventet på hende på Mattis-røvernes side af murbrokkerne, og hun bliver overrasket over, at han er blevet bleg og tyndere. Hun får at vide, at Borka-røverne kun har lidt mad og ikke vil klare sig indtil foråret. Ronja tilbyder Birk et stykke brød, som han spiser begærligt, hvorefter han drikker alt mælken. Ronja beslutter sig for at besøge Birk hver dag vinteren igennem for at give ham mad. Birk og Ronja sværger at holde det hemmeligt, selvom de hader det, fordi de ved hvor rasende deres fædre vil blive, hvis de bliver klar over deres venskab. |                                                                                              |                   |
| 13 | "Lousy Robbers" "Awarena Sanzoku-tachi" (あわれな山賊たち)                                   | 27. december 2014 |
| Birk lægger i hemmelighed det mad Ronja giver ham til sin families forrådskammer, så Borka-røverne får mere mad at overleve på. Birk spørger hvor mange gange, Ronja har i sinde at redde hans liv, og hun sværger at gøre det lige så mange gange, som han redder hendes. De er enige om, at de er afhængige af hinanden og ikke kan undvære hinanden. Mens vinteren går på hæld, sender Lovis de modvillige røvere ud i sneen for aflusning og bad i den tøende sne. Mattis skælder ud på Skalle-Per for at tale om snart at dø, når Mattis har kendt ham hele sit liv og ikke kan undvære ham. Senere er røverne tvunget til at bære kvindetøj, der er i overskud, og som Mattis' bedstefar stjal i sin tid, hvilket givet anledning til meget latter over de miserable røvere, der også er blevet klippede og barberede. Endelig kommer foråret, og mens røverne atter kan gå ud og røve, får Ronja lov til atter at begive sig ind i skoven. Ronja finder Birk i skoven og viser ham sit forårsskrig for at byde foråret velkommen og kommer af med al sin indebrændte energi fra vinteren. |                                                                                              |                   |
| 14 | "In the Great Spring" "Subarashii Haru ni" (すばらしい春に)                                  | 3. januar 2015    |
| Ronja og Birk nyder forårets solrige ankomst i skoven og beslutter sig for at prøve at fange vilde heste. De udser sig to unge hingste og prøver at tæmme dem, efter at have indfanget dem. Mens Mattis overfalder en gruppe handelsrejsende i skoven, dukker Borka op og beder om halvdelen af byttet, da hans mænd er svækket af det hårde vejr. Mattis afslår, driller Borka og siger at han skal forsvinde trods Borkas ydmyge bønner. Nogle af Borkas mænd bliver hidsige, og trods Borkas ordrer skyder de på Mattis-røverne, så Sturkas bliver såret. Mattis sværger hævn, og at han vil udradere Borka-røverne, til trods for Ronjas advarsel om at fejden vil betyde enden for Mattis-røverne også. |                                                                                              |                   |
| 15 | "The Endless Dispute (Part 1)" "Hateshinai Arasoi (Zenpen)" (はてしない争い（前編）)         | 10. januar 2015   |
| Tiden går, og Sturkas' sår heler, efter han blev ramt af Borka-røvernes pil. Mattis er dog stadig opsat på hævn trods Ronja og Lovis' forsøg på at tale fornuft. Ronja er bekymret hver gang røverne drager ud og spekulerer på, om hendes glade dage i skoven er forbi. Ronja møder Birk i skoven, og de to grubler over, hvordan begge deres fædre er for stædige til at ændre sig, og at deres glade forårstid er ødelagt. Birk peger på, at de to bander endnu ikke har været i stand til at dræbe hinanden, fordi fogedens mænd er i skoven, men at det ikke vil vare ved. Da Ronja vender hjem, får hun at vide at der en glædelig overraskelse bare for at finde ud af, at Birk er blevet fanget og slået af hendes far. Den knuste og rasende Ronja skriger, at hendes far kan stjæle alt det han vil undtagen folk, for ellers er hun ikke længere hans datter. Da Lovis forsøger at tage sig af Birks sår, siger Mattis at hun ikke skal tage sig af det djævleyngel, og de to kommer op at slås. Ronja græder natten igennem og hader sin far, efter at han slæbte Birk væk om aftenen. |                                                                                              |                   |
| 16 | "The Endless Dispute (Part 2)" "Hateshinai Arasoi (Kouhen)" (はてしない争い（後編）)         | 17. januar 2015   |
| Næste morgen mødes Mattis-røverne og Norka-røverne på hver deres side af Helvedeskløften. Mattis præsenterer den mishandlede og forslåede Birk for den krænkede Undis og bistre Borka. Borka forstår at Mattis vil have dem ud af borgen men kalder den andens handlinger for lumske og unævnelige. Mattis kræver at de forsvinder med det samme, men Borka beder om at få tid indtil sommerens slutning til at finde et sikkert sted af flytte hen først og lover at gå, hvis han får Birk tilbage. Mattis fortæller Borka, at det er fint, og at han vil beholde Birk, indtil Borka flytter ud, hvilket vil sige, at drengen vil forblive i hans varetægt i de kommende måneder. Ronja kan ikke udholde tanken om, at Mattis vil mishandle Birk endnu mere og holde ham i det triste fængsel, indtil Borka flytter ud. Til alles forskrækkelse hopper Ronja over kløften til Borkas side i trods mod sin fars planer, så hun bliver Borkas modydelse for at få Birk tilbage med det samme. Mattis, der er chokeret og vantro over Ronjas handling, går med til at give Birk tilbage men fastslår, at han ikke har noget barn. Lovis kræver at få Ronja tilbage, for hun har en datter, og at Mattis har mistet sin forstand. Da de to børn bliver udleveret, kalder Birk Ronja for sin søster og fortæller sin mor, at Ronja reddede hans liv, hvortil Ronja bemærker, at han også reddede hendes. Borka og Undis er krænkede over at høre om deres venskab, og Birk slås med dem, før han stormer ud borgen, efterladende en grædende Ronja. Imens befinder Mattis sig i en nærmest bevidstløs tilstand og nægter at spise eller tale med nogen. |                                                                                              |                   |
| 17 | "Moving Together" "Futari no Hikkoshi" (ふたりの引っこし)                                    | 24. januar 2015   |
| Ronja søger efter Birk i skoven i tre dage uden at finde ham, mens Mattis nægter at spise og bliver i sengen. Mattis-røverne er rastløse og modfaldne, fordi deres røverier er blevet sat på hold, indtil Mattis får det bedre. Imens spekulerer Ronja på hvor Birk er og føler sig ensom. På den fjerde dag finder Ronja Birk i skoven. og han fortæller, at han flytter ud af Borkas sted og ind i skoven, fordi han ikke kan holde sin forældres skænden ud mere. Ronja får den ide at flytte ind sammen med Birk, fordi hun ikke kan klare sin fars stille behandling længere, og tænker på at leve i Bjørnegrotten, hendes fars sted om sommeren. Om natten sniger Ronja sig ud af borgen med forsyninger og siger farvel til de røvere, der er på vagt, før hun mødes med Birk ved grotten. |                                                                                              |                   |
| 18 | "What Lurks Within The Cave" "Doukutsu ni Hisomu Mono" (洞窟にひそむもの)                    | 31. januar 2015   |
| Ronja og Birk vågner ved daggry i grotten, fordi det er koldt, og begynder deres dag som "frie" sammen. Da Birk beslutter sig for at hente sin bue for beskyttelse, beslutter Ronja sig for at lave en selv med Birks kniv. De går omkring i skoven efter forsyninger og vender tilbage til grotten blot for at høre noget derinde. De går ind i grotten sammen og opdager, at det bare er grå dværge, som de driver ud ved at skrige. Birk opdager, at dværgene har spist et stykke brød, så de har færre forsyninger, men Ronja siger, at de kan samle hvad de har brug for i skoven. Senere samme dag lykkes det for Ronja at lave sin bue og om natten spekulerer hun på, om Birk og hende er savnet af deres familier. Hun tvivler på, at Mattis savner hende efter at benægtet, at hun var hans barn, men hun har en drøm, hvor Mattis græder en hel sø af tårer over hende. |                                                                                              |                   |
| 19 | "The Lost Knife" "Nakunatta Naifu" (なくなったナイフ)                                        | 7. februar 2015   |
| Efter deres første nat på egen hånd fanger Ronja og Birk fisk tidligt om morgenen. Ronja bemærker et sår på Birks fod og beslutter at samle mos til hjælp ved senere sår, idet hun husker sin mors behandlinger. Nogle dage efter spørger Birk Ronja om hans kniv, men hun svarer, at han havde den sidst, og de to skændes, idet de begge to insisterer på, at den anden har den. Den sure Birk anklager Ronja for at have taget den, fordi hun er en røverdatter, mens Ronja fortæller Birk, at han bare skyder skylden for sin egen fejltagelse på hende. Efter at have udvekslet harmfulde ord stikker Ronja af og lader Birk alene tilbage i grotten. Snart efter finder Birk kniven, men han er for stædig til at undskylde og surmuler i stedet i grotten, mens han planlægger at afvise Ronja, når hun vender tilbage. Han bliver dog klar over sin egen opførsel og venter i stedet på Ronja i grotten næsten hele dagen, før han tager ud for at lede efter hende. Han finder en såret hoppe i skoven og nærved Ronja, der græder efter at have overværet en bjørn angribe hoppen og dræbe dets føl. Ronja bruger mosset til at lægge på hoppens sår, og hun og Birk forsones. De kalder hoppen for Lia og beslutter at beholde hende til hun heler og at malke hende, så de kan få hestemælk at drikke. Sammen sværger de, at de vil ikke lade noget så trivielt som en forsvunden kniv komme imellem dem. |                                                                                              |                   |
| 20 | "With the Wild Horses" "Nouma-tachi" (野馬たちと)                                            | 14. februar 2015  |
| Efter at lagt deres betydningsløse kamp bag sig lever Ronja og Birk fredeligt sammen i skoven i sommeren. Mens de malker Lia, kommer deres to hingste over for at se nærmere. Ronja beslutter stædigt at ville ride de vilde heste igen, bare for at blive kastet af. Efter det prøver hun at ride dem hver dag, mens Birk malker Lia, og prøver at tæmme dem uden held. Det går lige sådan for Birk til at starte med, men til sidst giver hans hest ham lov til at ride. Ronja bliver irriteret på sin hest, der driller hende, og på Birk der viser sig, mens han rider. Efter et vildt ridt lykkes det dog for Ronja at tæmme den stædige hest. Lias mælk tørrer ud, og de siger farvel til hoppen, mens de takker hende for at lade dem få sin mælk. Mens de rider, bliver Ronja og Birk angrebet af en harpy, men det lykkes dem at slippe væk. Da de vender tilbage til grotten, opdager de, at en uventet gæst venter på dem. |                                                                                              |                   |
| 21 | "The Roaring Waterfall and the Wild Harpies" "Todoroku Taki to Tori-onna" (とどろく滝と鳥女) | 21. februar 2015  |
| Lill-Klippen hilser på Ronja og Birk ved grotten og præsenterer en bylt fuld af brød, som Lovis har lavet. Ronja er begejstret over at se sin ven og tilbyder Birk noget brød, men han vandrer stille væk og lader Lill-Klippen alene tilbage om at bede Ronja om at vende hjem. Ronja spørger til, hvordan forholdene er, og om Mattis har talt om hende, men Lill-Klippen svarer, at Mattis har forbudt, at hendes navn bliver nævnt, og at forholdene er melankolske. Han beder Ronja om at komme tilbage, så forholdene kan blive bedre, men hun nægter, indtil Mattis anerkender hende. Lill-Klippen fortæller Ronja, at Skalle-Per ikke har det godt, og at soldaterne i skoven har besværliggjort røverier. Pelje blev fanget af fogeden og sat i fængsel sammen med to af Borkas røvere, for fogeden har svoret at fange alle røverne i skoven. Lill-Klippen går, idet han giver Ronja noget salt til kødet, men Birk ryster Ronja ved at bemærke, at hun ikke tog hjem til sin far. Ronja svarer, at hun ikke har en far, og at hun heller ikke vil have en bror, hvis Birk fortsætter på den måde, hvorefter han undskylder. Senere svømmer de to i floden men bliver angrebet af en flok vilde harpier. Takket være Birks plan om at bruge kamoflage lykkes det for dem at undslippe, men de styrer lige mod vandfaldet, ude at stand til at svømme væk. |                                                                                              |                   |
| 22 | "Our Summer" "Korekagiri no Natsu" (これかぎりの夏)                                          | 28. februar 2015  |
| Ronja og Birk prøver at komme op af floden, mens de flyder mod vandfaldet med harpyerne flyvende over sig. Ronja klarer det næsten ikke, men Birk hjælper hende op på bredden, hvorefter de to udmattede børn hviler. Da de kommer tilbage til grotten, venter Lovis på dem. Birk stormer forbi uden et ord, og da Ronja spørger ham, om han vil hilse på hendes mor, svarer han, at han ikke hilser på uinviterede gæster. Ronja kritiserer ham for hans manglende manerer og skynder sig lettet ud til sin mor. Ronja fortæller Lovis, at hun aldrig vil vende tilbage til borgen, men hendes mor siger, at Mattis vil kaste sig selv i floden, hvis hun ikke vender tilbage. Ronja er skeptisk, men Lovis fortsætter med at sige, at Mattis græder og kalder på hende i søvne. Ronja siger, at han aldrig vil komme for at bede hende om at komme hjem, og at hun aldrig vil vende tilbage, før han gør. Om morgenen indrømmer Birk, at han er en bangebuks og kun opfører sig som om, Ronja er hans søster, når de er alene, fordi han er bange for, at hun vil forlade ham. Birk går over til kun at tale om nutiden, fordi det er sommer, og de vil tilbringe den sammen, men Ronja siger, at hun vil blive uanset årstiden. De to fortsætter med at nyde deres sommerdage sammen, mens vinteren nærmer sig. |                                                                                              |                   |
| 23 | "Life Is Precious" "Inochi wa Muda ni Dekinai" (命はむだにできない)                          | 7. marts 2015     |
| Ronja vågnet op fra et mareridt om Birk frosset i søen som følge af, at det er blevet køligere. Birk og Ronja prøver at holde sig varme, efterhånden som efteråret går på hæld. Birk bemærker, at Ronja snart vil forlade ham, fordi det bliver koldere, og vende tilbage til hendes familie. Ronja går af sted efter vand og finder Mattis grædende ved floden. Ronja begynder at græde og løber hen til sin far, der tager hende i sine arme, kalder hende sit barn og siger, at han har fået sit barn tilbage. Han beder hende om at komme tilbage, men hun tøver, da hun ser Birk i nærheden. Da Mattis ser Birk, kalder han på ham og beder ham om at komme tilbage sammen med dem, da Ronja holder af ham. Ronja taler med den vredt skulende Birk alene og ender med at slå ham, efter at han siger, at han hellere vil fryse end at blive Mattis' syndebuk. Ronja fortæller ham, at man skal sætte pris på livet, og at hun ikke vil efterlade ham i grotten for vinteren, for hun vil hellere fryse sammen med ham end at lade ham alene. Birk går med til at følge Ronja, hvor end hun går, og de to forlader Bjørnegrotten sammen med Mattis. Birk skilles fra dem for at møde sin familie, men Mattis giver de to børn lov til at mødes og lege. Mattis præsenterer desuden en ide om, at de to røverbander slår sig sammen, før de to børn vender tilbage til deres familier. |                                                                                              |                   |
| 24 | "Duel at Dawn" "Kettou no Asa" (決闘の朝)                                                    | 14. marts 2015    |
| Mattis arrangerer en fangeflugt og redder Pelje og to af Borkas mænd fra fogeden. Ronja og Birk taler om redningen, mens de leger i skoven. Mattis skumler over, at Birk hele tiden er i nærheden af borgen, men indrømmer, at han gav sit ord. Den aften advarer Skalle-Per om, at fogeden vil vinde, hvis røverbanderne ikke slår sig sammen, og siger til Mattis, at han skal gøre det godt igen med Borka. Han foreslår derefter, at de to røverhøvdinge udkæmper en tvekamp for at finde ud af, hvem der skal lede den forenede bande. Ronja bemærker, at det vil være bedst helt at opgive at røve. Næste dag møder Mattis Borka, der advarer ham om fogedens baghold som tak for, at Mattis befriede hans røvere. Mattis foreslår modstræbende, at de to røverbander går sammen, hvilket Borka går med til, men at han vil være leder, hvilket Mattis imidlertid også vil være. De to gør sig derefter klar til en tvekamp næste morgen for at afgøre, hvem der skal være den nye høvding. |                                                                                              |                   |
| 25 | "One Strong Band of Robbers" "Hitotsu no Tsuyoi Sanzoku-dan" (ひとつの強い山賊団)            | 21. marts 2015    |
| Mattis og Borka står overfor hinanden i kampen om at blive den forenede røverbandes leder. De to brydes og griber efter hinanden og får hver især den anden ned blot for at miste overtaget igen og igen. De to ledere slås, så de bliver gule og blå, og bruger beskidte tricks som stød, trækken i ørene og bid. Borka ser ud til at vinde og er lige ved at slå Mattis bevidstløs, men da kampen fortsætter, er Mattis i stand til at kue Borka og vinde. Mattis lader Borka beholde sin titel som leder og retten til at lede sine mænd men betinger, at han skal kalde ham sin bror og huske, at Mattis er den mægtigste leder. Borka går med til betingelserne, og de to bander bliver formelt forenede og fester sammen til langt ud på nattes på Mattis' borg. Mattis fortæller Borka, at han ikke skal bekymre sig, idet Birk vil blive den næste leder, eftersom Ronja ikke vil være røver. Birk chokerer imidlertid sin far, da han formelt erklærer, at han aldrig vil blive røver. Om natten fortæller Skalle-Per Ronja, at han er glad for at høre, at hverken hun eller Birk vil være røvere, og fortæller hende en hemmelighed. |                                                                                              |                   |
| 26 | "The Shout of Spring" "Haru no Sakebi" (春の叫び)                                            | 28. marts 2015    |
| Mattis praler overfor den sengeliggende Skalle-Per om den forenede røverbandes succes. Ronja og Birk observerer ændringerne i skoven, efterhånden som vinteren nærmer sig. Imens nyder Skalle-Per synet af det fredelige forhold mellem de to bander, mens han venter på, at hans tid kommer. Mattis er bekymret for Skalle-Pers helbred, men Lovis siger, at han er mærket af sin alder, og at der er intet, der kan holde døden fra døren. Tiden går, og Skalle-Per bliver dårligere, selvom Ronja prøver at pleje ham. Han dør fredeligt lige før vinteren, og Mattis er dybt bedrøvet, mens resten af hans røvere også triste til mode. Om foråret spekulerer Birk på, hvordan han og Ronja vil klare sig i fremtiden, siden de har svoret aldrig at blive røvere. Ronja fortæller ham Skalle-Pers hemmelighed: en grotte fuld af sølv han fik vist af en grå dværg, han reddede, da han var ung. Birk og Ronja beslutter sig for at bo i Bjørnegrotten i foråret igen og får Mattis' velsignelse. De to tager ud for at nyde deres dage sammen, og Ronja hilser foråret med sit skrig. |                                                                                              |                   |

## Modtagelse
Kritikerne var overvejende positive overfor serien. Den blev rost i anmeldelser i blandt andet The Guardian, Collider The Daily Dot, Slate, iDigitalTimes, Starburst og Mir Fantastiki. Den svenske journalist Yukiko Duke, The Onion's AV Club og Polygon gav dog negative anmeldelser. Serien blev rost for sin visuelle skønhed og for at være tro mod den oprindelige roman men blev kritiseret for at være langsom.
Serien modtog en Asian Television Award for bedste 2D-animerede program i 2015 og en international Emmy Award i kategorien animation for børn i 2016.